# Elaeocarpus alnifolius
Elaeocarpus alnifolius là một loài thực vật có hoa trong họ Côm. Loài này được Baker mô tả khoa học đầu tiên năm 1883.